# Idiops royi
Idiops royi är en spindelart som beskrevs av Roewer 1961. Idiops royi ingår i släktet Idiops och familjen Idiopidae.
Artens utbredningsområde är Senegal. Inga underarter finns listade i Catalogue of Life.